# Alejandro Silva
Alejandro Daniel Silva González (ur. 4 września 1989 w Montevideo) – urugwajski piłkarz występujący na pozycji prawego obrońcy, obecnie zawodnik argentyńskiego Lanús.

## Kariera klubowa
Silva pochodzi ze stołecznego Montevideo i jest wychowankiem tamtejszego klubu Centro Atlético Fénix, do którego seniorskiej drużyny został włączony jako dwudziestolatek przez szkoleniowca Rosario Martíneza. W urugwajskiej Primera División zadebiutował 23 stycznia 2010 w wygranym 1:0 spotkaniu z River Plate, natomiast premierowego gola w najwyższej klasie rozgrywkowej strzelił 21 maja 2011 w zremisowanej 2:2 konfrontacji z Bella Vista. Od tamtego czasu miał pewne miejsce w wyjściowym składzie, jednak nie zdołał odnieść z Fénixem żadnych sukcesów. W lipcu 2012 przeszedł do czołowej paragwajskiej ekipy Club Olimpia z siedzibą w stołecznym Asunción, gdzie od razu został kluczowym piłkarzem zespołu, w tamtejszej Primera División debiutując 11 sierpnia 2012 w zremisowanym 1:1 meczu z Independiente, zaś pierwszą bramkę w lidze paragwajskiej zdobył 7 kwietnia 2013 w wygranym 2:0 pojedynku z Cerro Porteño PF. W 2013 roku jako podstawowy zawodnik dotarł z Olimpią do finału najbardziej prestiżowych rozgrywek południowoamerykańskiego kontynentu – Copa Libertadores, gdzie jednak uległ w dwumeczu brazylijskiemu Atlético Mineiro po rzutach karnych.
Wiosną 2014 Silva został piłkarzem argentyńskiego Club Atlético Lanús, w którego barwach 16 lutego 2014 w przegranym 0:3 spotkaniu z Atlético Rafaela zadebiutował w tamtejszej Primera División, od razu zostając ważnym graczem w linii obrony.

## Kariera reprezentacyjna
W seniorskiej reprezentacji Urugwaju Silva zadebiutował za kadencji selekcjonera Óscara Tabáreza, 26 marca 2013 w przegranym 0:2 meczu z Chile w ramach udanych dla jego drużyny eliminacji do Mistrzostw Świata 2014.